# Hálfdan Hvitbeinn
Hálfdan Óláfsson, detto Hvitbeinn, ovvero "stinchi bianchi" (VII secolo – Toten, VIII secolo) è stato un re sueone semi-leggendario della casata dei Yngling, vissuto attorno al 710.
Figlio di Óláfr trételgja, suo padre fu sacrificato in onore di Odino dagli abitanti svedesi della Värmland a causa di una carestia. Alcuni svedesi, tuttavia, compresero che la mancanza di cibo era stata provocata dall'eccessiva crescita della popolazione e non dal fatto che il re stava trascurando le sue funzioni religiose.
Di conseguenza essi attraversarono la foresta di Ed e si stabilirono in Norvegia; quando giunsero nella regione di Soleyar uccisero re Sölve e presero il prigioniero Hálfdan. Gli svedesi espatriati, quindi, elessero Hálfdan come loro re, in quanto figlio del loro precedente sovrano Óláfr.
Hálfdan soggiogò tutto il Soleyar, poi giunse in armi in Romerike e conquistò anche questa provincia.
Hálfdan, che era destinato a diventare un grande re, sposò Åsa, la figlia del re Eystein, sovrano di Oppland e Hedmark. Essi ebbero due figli, Öystein Halfdansson e Gudröd.
Hálfdan conquistò una larga parte di Hedemark, Toten, Hadeland ed una porzione del territorio di Vestfold. Quando suo fratello Ingjald Olofsson morì, egli ereditò Wermelandia. Hálfdan morì anziano nella provincia di Toten e fu trasportato a Vestfold, dove fu sepolto presso Skiringssal.